# نوآ هاولی
نوآ هاولی تهیه‌کننده فیلم و برنامه‌های تلویزیونی، فیلم‌نامه‌نویس، آهنگساز و نویسنده آمریکایی است. هاولی به عنوان نویسنده و تهیه‌کننده در سریال استخوان‌ها حضور دارد و همچنین سازنده سریال فارگو است.

## آغاز زندگی
هاولی در شهر نیویورک متولد و بزرگ شد. خانواده او کاملاً در عرصه نویسندگی فعال بودند. مادرش (لوئیس آرمسترانگ) یک نویسنده غیر داستانی، مادربزرگ مادری اش نمایشنامه نویس و پدرش یک تاجر بود. هاولی در سال ۱۹۸۹ از کالج سارا لارنس در رشته علوم سیاسی فارغ‌التحصیل شد.

## دوران حرفه‌ای
کتاب‌ها
او چهار رمان به نام‌های «توطئه مردان بلند قامت»، «عروسی مردم دیگر»، «مشت» و «پدر خوب» نوشته است.

## فارگو
هاولی سازنده سریال تلویزیونی فارگو است که براساس فیلمی به همین نام ساخته برادران کوئن تولید شده. در سال ۲۰۱۴ برای قسمت اول این سریال نامزد دریافت جایزه بهترین نویسندگی امی شد.